# 형법 175조 (독일)

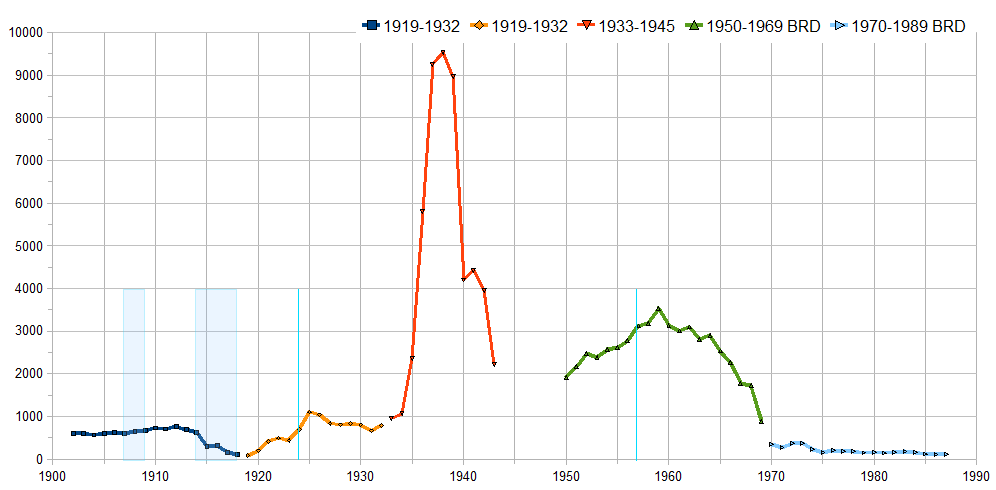
형법 175조에 따른 유죄 판결 그래프. 1969년 부분 폐지 후 하락된다.

 영어로는 Paragraph 175로도 알려져 있는 독일 형법 175조는 1871년 5월 15일부터 1994년 3월 10일까지의 독일 형법의 규정이다. 그것은 두 성인간 합의에 의한 관계라 할지라도 모든 남성끼리의 동성애 행위를 범죄로 만들었고, 조기 개정에서는 성매매나 미성년자의 성적 학대 형태뿐 아니라 수간도 한 조항에 같이 포함시켰었다. 총 14만여명의 남성이 이 법률 하에서 유죄 판결을 받았다. 이 법은 항상 물의를 빚었고 폐지를 요구하는 최초의 동성애 운동에 영향을 미쳤다.
이 법령은 신성 로마 제국과 프로이센이 취한 조치를 포함하여 이전 조치에서 법적 영향을 받았다. 여러 번 수정되었다. 나치는 역사상 가장 가혹한 동성애 남성 박해의 일환으로 1935년에 법을 확대했다. 동독은 나치 이전 법률로 되돌아갔지만, 그것은 서독에서 원래 형태로 유지된 유일한 나치 시대 법률 중 하나였다. 서독에서는 1969년, 1973년에 이 법이 개정되어 1994년에 마침내 폐지되었다.

## 역사적 개요
175조은 독일 통일 직후인 1871년 채택됐다. 1890년대부터 성개혁자들은 관습적인 법률과 싸웠고, 이윽고 사회민주당(SPD) 아우구스트 베벨 당수의 지지를 얻었다. 그러나 1898년 제국의회에서 175조을 폐지하는 청원이 성립되었다. 1907년 라이히스타그 위원회는 레즈비언의 성행위를 처벌할 수 있도록 문단을 넓히기로 결정했는데 여성의 성행위를 어떻게 정의할 것인지에 대한 논의는 이 제안이 퇴색되고 포기되었음을 의미했다. 1929년 다른 라이히스타그 위원회는 사회민주당 공산당 독일 민주당의 투표로 175조을 폐지하기로 결정했으나 나치당의 대두로 폐지 실시가 저지되었다. 이 단락은 여러 시기에 수정되었지만 1994년까지 독일 법률의 일부였다.

1935년 나치는 법률을 확대해 법원이 서로 인접한 자위행위와 같은 육체적 접촉을 수반하지 않는 행위라도 어떤 추행도 법원이 할 수 있도록 했다. 유죄 판결은 1937년까지 매년 10배에서 8000배 이상으로 증가했다. 게다가 게슈타포는 용의자를 법적인 정당성 없이 강제 수용소로 이송할 수 있었다. 그래서 1만 명 이상의 동성애자들이 강제 수용소에 들어갔고, 거기서 분홍색 삼각형에 의해 신원이 특정됐다. 그들 대다수는 그곳에서 죽었다.
나치에 의한 동성애자에 대한 박해는 오늘날에는 꽤 잘 알려져 있지만, 전후 독일의 이 박해가 계속되는 것에는 훨씬 주의를 기울이지 않고 있다. 1945년 강제수용소가 해방된 뒤 175조 아래 2년 형기를 마치기 위해 동성애자 죄수 중에는 구류소로 소환된 사람도 있었다. 1950년 동독은 175조의 나치 개정안을 폐지했지만 서독은 이를 유지해 헌법재판소의 승인까지 받았다. 1945년부터 1969년까지 약 10만명의 남성이 소송에 휘말렸고, 약 5만명이 유죄 판결을 받았다. 175조의 죄로 기소된 여러 명이 자살했다. 1969년 정부는 21세의 동의 연령을 규정함으로써 175조을 완화했다. 동의 연령은 1973년 18세로 낮아졌다가 1994년 폐지되고 동의 연령은 14세로 낮아졌는데 이는 이성애 행위와 같다. 동독은 1968년 이미 조항을 개정해 1988년 폐지했다.

## 배경

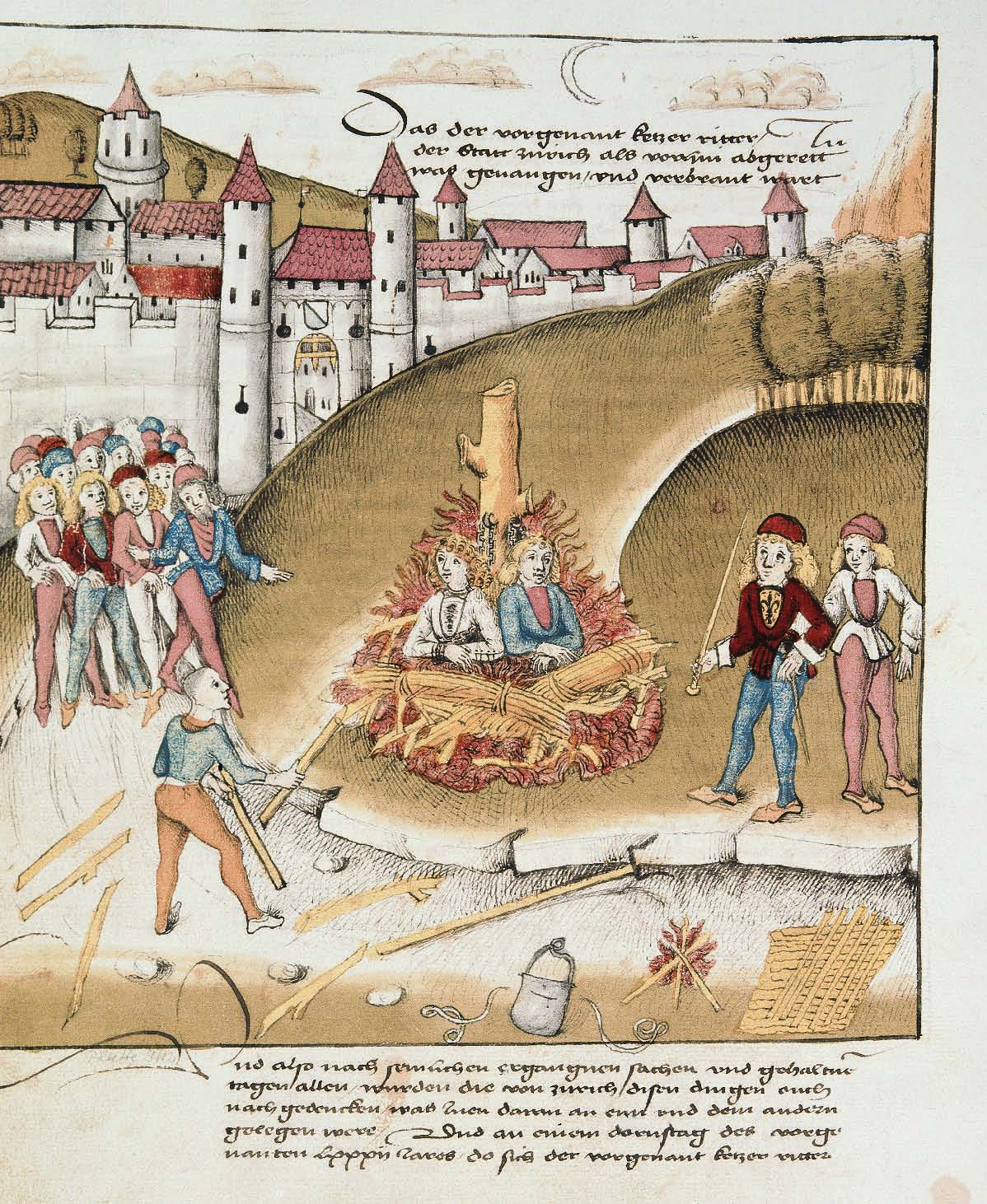
1482년 취리히 성벽 밖에서 기소된 남색 동성애자 Richard Puller von Hohenburg 와 Anton Mätzler의 불태우기(Spiezer Schilling)

서양 문명에서 소도미 관련 법률의 대부분은 고대 후기 기독교의 성장에서 유래되었다. 독일은 기독교 이전에 반소도미 규제를 하는 것으로 유명하다. 로마의 역사가 타키토스는 동성애자의 처형을 그의 저서 게르마니아에 기록하고 있다. 독일이 세례를 받으면서 동성애에 대한 기독교의 비난은 이들의 감정을 강화했다. 1532년 헌법 크리미날스 캐롤라이나가 이 법 원리의 기초를 마련했는데 18세기 말까지 신성로마제국에서 유효했다.
자연을 거스르는 음행에 대한 형벌. 사람이 짐승과 음행하고 남자가 남자와, 여자가 여자와 더불어 음행하면 그들도 생명을 잃은 것이다. 그리고 그들은 일반적인 관습에 따라 불로 삶에서 죽음으로 추방되어야 한다.
1786년 오스트리아 태생의 토스카나 피터 레오폴드는 모든 범죄(소도미 포함)에 대한 사형을 폐지하고 교도소와 가혹한 노동으로 대체했다. 1794년 프로이센은 알게마이네 랜드레흐트를 도입했다. 이는 이 범죄에 대한 사형을 징역형으로 대체한 법의 대개혁이다. 그 법률의 143단락에는 다음과 같이 적혀 있다.
남자와 짐승 사이의 부자연스러운 음행은 6개월에서 4년의 징역형에 처하고 더 나아가 즉각적인 민권 상실의 처벌을 받는다.
프랑스에서는 1791년 혁명형법에 의해 누군가의 권리가 침해된 경우(즉 합의에 근거하지 않는 행위의 경우)에만 이러한 행위가 처벌되어 동성애의 완전한 합법화 효과가 있었다. 나폴레옹은 정복 과정에서 프랑스 형법을 넘어 네덜란드 등 다른 주로 전파했다. 라인랜드와 이후 바이에른은 프랑스 모델을 채택하고 합의에 따른 성행위의 모든 금지를 법률서에서 삭제했다.
1851년 프로이센 형법은 금지된 행위가 법적 이익을 위협하는 것은 아니었는데도 기독교의 도덕성에 입각해 동성애 범죄화를 정당화했다. 1871년 독일 제국이 건국되기 2년 전 프로이센 왕국은 이 조항의 장래를 걱정하며 이 법률의 과학적 근거를 찾았다. 법무부는 저명한 의사인 루돌프 빌초와 하인리히 아돌프 폰 발데레벤 등을 포함한 Medizinal wesen(의학 지식을 위한 대리)을 임명했다. 그러나 1869년 3월 24일 평가에서는 동물 필리아를 불법으로 하는 법률에 과학적 근거를 부여할 수 없다고 밝혔다. 그리고 남성 동성애자의 교제는 형법의 문제로만 여겨졌던 다른 많은 성행위와 구별돼 있었다. 그럼에도 비스마르크가 1870년 북독일 연방에 제출한 형법 초안은 프로이센의 벌칙 규정을 유지하고 있어 이는 여론을 우려한 것이다.

## 독일 제국
1872년 1월 1일, 처음 시행된 지 정확히 1년 후, 북독일 연방의 형법은 독일 제국 전체의 형법이 되었다. 이 변화로 인해 남성 간의 성관계는 바이에른에서도 다시 처벌 가능한 범죄가 되었다. 1794년의 프로이센 모델에서 거의 그대로 인용한 제국 형법의 새로운 단락 175는 다음과 같이 명시되어 있다.
남자와 짐승 사이의 부자연스러운 음행은 구금형으로 처벌되며, 더 나아가 즉각적인 시민권 상실의 처벌을 받는다.
1860년대에도 칼 하인리히 울리히( Karl Heinrich Ulrichs )와 칼 마리아 케르트베니( Karl Maria Kertbeny )와 같은 사람들은 프로이센의 143항에 반대하여 목소리를 높이는 데 실패했다.

예를 들어, 이 사례는 1897년 의사이자 WhK 회장인 Magnus Hirschfeld 가 작성한 청원서에서 175조의 삭제를 촉구하면서 주장되었다. 6,000명의 서명을 모았다. 1년 후 SPD 의장 August Bebel은 청원서를 독일 의회에 제출하였지만 원하는 효과를 얻지 못했다. 오히려 10년 뒤 정부는 175조을 여성에게도 확대할 계획을 세웠다. "독일 형법 계획"(E 1909)의 일부는 다음과 같다.
가정 생활과 청소년에 대한 위험은 동일하다. 최근에 그런 사례가 더 많다는 사실이 확실하게 증언되고 있다. 그러므로 형벌이 여성에게도 확대되는 것은 일반복지의 이익과 마찬가지로 도덕의 이익에 있다.
1차 세계대전 이후 이 논제는 뒤로 묻혔다.

## 바이마르 공화국
Gemeinschaft der Eigenen 과 Wissenschaftlich-humanitäres Komitee 의 동맹이 이끄는 1919년과 1929년 사이에 175조에 반대하는 활발한 풀뿌리 운동이 있었다. 그러나 제국 시대와 마찬가지로 바이마르 공화국 시대에도 좌파 정당은 독일 의회 에서 과반 의석을 차지하지 못했기 때문에 175조의 폐지에 실패했다.
1925년 중도우파 정권이 175조의 처벌을 강화하려는 계획이 결실을 맺었다. 그러나 그들 역시 실패했다. 문단 296(이전 문단 175에 해당)에 추가하여, 제안된 개혁 초안에는 문단 297이 포함될 것을 규정했다. 동성애 매춘, 21세 미만 청년과의 성매매, 서비스·직장 상황에서 남성을 성추행하는 등 이른바 '적격 사례'를 '중범죄'로 분류하고 중범죄 로 재분류한다는 계획이었다. ( Verbrechen ) 경범죄 ( Vergehen )보다. 이 행위는 동성애뿐 아니라 상호 자위 행위와 같은 다른 동성애 행위에도 해당되었을 것이다.
이 초안이 1929년 독일 의회의 사법 위원회에서 논의되었을 때 사회민주당, 공산당, 좌익 자유주의 독일민주당은 처음에 296항에 반대하여 15~13표의 과반수를 동원하는 데 성공했다. 이것은 성인 남성 간의 합의된 동성애의 합법화를 구성했을 것이다. 동시에 대다수는 – 반대하는 KPD는 단 3표로 – 새로운 단락 297항의 도입을 지지했다.
하지만 이 부분적인 성공은 WhK가 한 걸음 전진하고 두 발 물러선다고 특징지었지만 물거품이 됐다. 1930년 3월 독일과 오스트리아 사이의 형법 조정을 위한 의회 간 위원회는 23 대 21의 투표를 통해 296항을 개혁 패키지로 되돌렸다. 그러나 바이마르 공화국의 마지막 몇 년 동안 플라시디아르 카비넷의 몇 년 동안 의회의 입법 과정은 일반적으로 정지되었기 때문에 후자는 통과되지 않았다.

## 나치 시대
1935년 나치는 이 범죄를 중죄로 재정의하고 최고형을 징역 6개월에서 5년으로 늘리기로 175조을 강화했다. 더욱이 이들은 법이 '성행위와 같은' 행위에만 적용되던 오랜 전통을 제거했다. 즉 성행위의 실질적인 증거가 주어지지 않으면 경찰이 기소할 수 없다는 것을 의미한다. 객관적으로 일반적인 수치심이 훼손됐다, 주관적으로 둘 중 하나 또는 셋 중 한 명의 성욕을 자극하려는 녹은 의도가 있었다면 형사범죄는 현재 존재하게 된다. 서로간의 스킨십은 더 이상 필요하지 않았다
그 너머 – 1925년에 이미 계획된 대로 – 새로운 단락 175a가 만들어졌으며, "자격이 있는 경우"를 schwere Unzucht ("심각한 외설")로 교도소에서 1년 이상 10년 이하로 처벌했다. 여기에는 다음이 포함되어 판결되었다.
- 폭력이나 협박에 의해 강요된 동성애 행위(남성 강간),
- 작업 상황에서 부하 직원 또는 직원과의 성적 관계,
- 21세 미만의 남성과 동성애 행위,
- 남성 매춘.

공식적인 근거에 따르면, 175조은 국민의 도덕적 건강을 위해 수정되었다. – 독일 사람들 – "경험에 따르면" 동성애는 "역병과 같은 전파 경향이 있고" "관련 서클"에 "파멸적인 영향"을 미치기 때문이다.

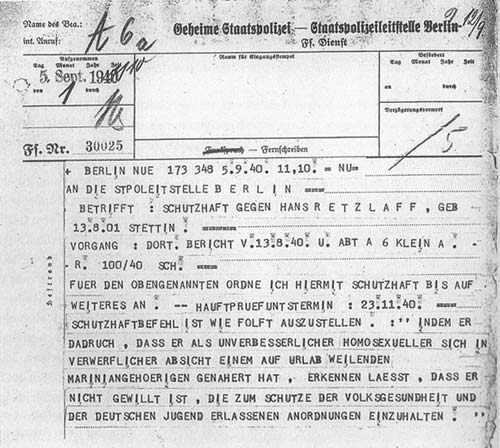
"교정할 수 없는 동성애자"의 예방적 구금에 관한 게슈타포 텔렉스

1935년에 175조의 심각성이 이렇게 악화되면서 유죄 판결의 수는 연간 8,000건으로 10배 증가했다. 기소의 약 절반만이 경찰 업무로 인해 발생했다. 약 40%는 비참가 관찰자들에 의한 사적 비난( Strafanzeige )에서 비롯되었으며 약 10%는 고용주와 기관의 비난이었다.일반 경찰과 달리 게슈타포는 게이 남성 을 기소 없이(또는 무죄 판결 을 받은 후에도) 임의 기간 동안 예방 구금 ( Schutzhaft )으로 데려갈 권한이 있었다. 이것은 종종 소위 "상습범"의 운명이었다. 형이 끝날 때 석방되지 않고 강제 수용소 에서 추가 "재교육"( Umerziehung )을 위해 보내졌다. 이 분홍색 삼각형 죄수 중 약 40%만이 – 그 숫자는 약 10,000에 달했다. – 캠프에서 살아남았다. 그들 중 일부는 연합군에 의해 석방된 후 법정에서 동성애 행위에 대한 수감 기간이 끝나지 않았기 때문에 다시 감옥에 수감되었다.

## 제2차 세계 대전 이후

### 소비에트 점령 지역과 동독에서의 발전
동독 지방에는 소련 점령 중에도 바이마르 공화국의 법으로 처벌 받아야했다.
독일 민주 공화국으로 재건된 지 1년 후인 1950년, 베를린 항소 법원( Kammergericht Berlin )은 175조의 1935년 이전 형식의 유효성을 동독 전체에 복원하기로 결정했다. 그러나 OLG Halle의 이전 조치와 달리 새로운 단락 175a는 "사회적으로 유해한 자격을 갖춘 동성애 행위"로부터 사회를 보호한다고했기 때문에 변경되지 않았다. 1954년 같은 법원은 175a항이 175조과 달리 성행위에 준하는 행위를 전제로 하지 않는다고 판결했다. 음란( Unzucht )은 성적 흥분을 유발하고 근로자들의 도덕적 정서를 침해하는" 모든 행위로 정의되었다.
1957년 형법 개정으로 사회주의 사회에 아무런 위협이 되지 않는 불법행위에 대한 소추를 유예할 수 있게 되었다. 이에 따라 동베를린 항소법원( Kammerergericht )은 175조의 이전 형식에서 파생되는 모든 형벌이 다음과 같은 행위의 미미함 때문에 중단되어야 한다고 결정했기 때문에 법률의 유효 기관에서 175조을 삭제했다. 적용되어 있었다. 이를 토대로 1950년대 후반부터 동의한 성인 간의 동성애 행위에 대한 처벌이 중단되었다.
1968년 7월 1일 동독은 자체 형법을 채택했다. 그 안에 § 151 StGB-DDR은 동성 청소년(18세 미만)과 성행위를 한 성인(18세 이상)에 대해 최대 3년의 징역 또는 집행유예를 선고했다. 이 법은 남자와 성관계를 갖는 남성뿐만 아니라 소녀와 성관계를 갖는 여성에게도 동일하게 적용되었다.
1987년 8월 11일 동독 대법원은 "동성애는 이성애와 마찬가지로 성행위의 한 변종을 나타낸다"는 근거로 151항에 의거하여 유죄를 선고했다. 그러므로 동성애자들은 사회주의 사회 밖에 서 있지 않으며 그들에게도 다른 모든 시민들과 똑같이 시민권이 보장된다." 1년 후, Volkskammer (동독 의회)는 형법의 다섯 번째 개정판에서 성문법을 법원이 판결한 것과 일치하도록 하여 151항을 대체하지 않고 삭제했다. 이 법은 1989년 5월 30일에 법으로 통과되었다. 이로써 동독 형법에서 동성애에 대한 모든 구체적인 언급이 삭제되었다.

### 서독
제2차 세계대전 이후 승리한 연합국은 특히 국가사회주의 내용을 가진 모든 법률의 폐지를 요구했으나 175조에 해당하는 남성 동성애 관계를 규제하는 법률의 확대를 방치할지는 서독에 맡겼다. 1957년 5월 10일 연방 헌법재판소는 1935년판 보유 결정을 지지하면서 이 조항은 자유민주주의 국가에서 폐지될 정도로 국가사회주의(즉 나치) 정치의 영향을 받지 않았다고 주장했다.
1945년부터 1969년 사이에 약 10만 명의 남성이 기소되었고, 약 5만 명이 실형을 선고받았다. 175조 위반 유죄 판결률은 44% 상승해 1960년대에는 바이마르 공화국의 마지막 몇 년에 비해 4배나 높은 수준을 유지했다. 1950~1951년 프랑크푸르트에서 벌어진 많은 체포, 소송, 소송은 심각한 결과를 가져왔다. 1950/51년 프랑크푸르트 동성애 재판은 나치 시대부터 뚜렷한 연속성을 보인 독일 연방공화국의 동성애자 박해 초기 절정을 보이다가 새로운 아데나우어 시대의 지원 아래 이루어졌다. 그들은 주로 프랑크푸르트 검찰청에 의해 시작되었으며 섹스워커 오토 브랜켄슈타인을 중요한 증인으로 사용했다.
나치 시대와 전후 서독의 강한 지속성은 동독에서 혼란스러운 경찰과 사법부의 인력 배치가 계속되고 있는 것도 한 원인이다. 그러나 나치 기소에 대한 법적 근거 유지는 보수적인 기독교의 정치적 재편에 의한 것이며 범죄화는 프란츠 조지프 웰멜링과 아돌프 슈테르헨 등 CDU/CSU 정치인에 의해 강력히 옹호되었다. 이러한 「가톨릭의 최대주의자」는, 개신교나 당내의 보다 리버럴한 요소로부터의 점점 더 많은 반대에 직면했다. 나치 정권 시절의 생각과 마찬가지로 정부는 동성애자와 동성애자 여성 사이에는 차이가 있으며 모든 남성이 여성보다 공격적이고 약탈적인 것으로 추정되기 때문에 레즈비언주의는 범죄화되지 않는다고 주장했다. 그래서 레즈비언주의는 자연을 침범하고 있지만 남성 동성애와 같은 위협을 사회에 주지는 않았다고 주장했다.

1954년 처음 소집된 형사법위원회(Strafrechtscommission) 법률 전문가들은 175조의 장래에 대해 논의를 계속했다.헌법재판소는 헌법 위반이 아니라고 판결했지만 이는 영구히 효력을 유지하겠다는 뜻은 아니었다. 따라서 이 법이 취해야 할 새로운 형식에 대해 법무부와 콘래드 아데나우어 총리에게 조언하는 것은 위원회의 몫이었다. 동성애자의 행위는 부도덕하다는 데 모두가 동의했지만 이를 개인적으로 동의한 어른들 사이에서 해야 하는지에 대해서는 의견이 갈렸다. 동성애자들은 그렇게 태어난 것이 아니라 오히려 유혹에 희생됐다는 그들의 신념 때문에 법무부 직원들은 형사처벌에서 해방되면 성인 동성애자들이 자신들의 선전과 공공활동을 강화해 남성 청소년을 위험에 빠뜨릴 수 있다고 우려했다. 콘래드 아데나우어 총리의 집권 동안 서독의 형법 초안은 다음과 같이 175조을 유지할 것을 정당화하였다.
남성 동성애와 관련하여 법 체계는 다른 지역보다 더 많은 사람들의 건강하고 자연스러운 삶에 심각한 위험을 초래할 수 있는 이러한 악덕의 확산에 대한 방어벽을 세워야 한다.
새로운 연방 의회 선거가 다가오면서 사민당은 1966년에 광범위한 연립 정권의 일부로, 그리고 1969년까지 의회 다수로 집권하려 했다. 사회민주당이 집권함에 따라 이들은 마침내 법무부 요직을 맡아 개혁에 착수할 수 있는 처지가 됐다. 또 1960년대에는 저출산 공포 등 인구 불안이 걷잡을 수 없게 되면서 동성애자인 남성은 번식 불능의 위협으로 간주되지 않게 됐다. 국가의 역할은 사회를 해로부터 보호하는 것으로 여겨지며 무력이나 미성년자의 학대를 포함하는 경우에만 개입해야 한다.
기민련(CDU)이 끝나기 얼마 전인 1969년 6월 25일 쿠르트 게오르크 키신저 CDU 총리가 이끄는 SPD대연합 패러그래프 175는 § 175a-21세 미만 남성과의 섹스, 동성애 성매매 및 관계 착취에서 이전에 다뤄졌던 적격 사례만을 개혁했다.
1969년의 개혁에 수반해, 서독인에 대한 동성애자의 행위나 동성애자의 정체성의 수용은, 현실을 벗어나 있었다. 대부분의 개혁자들은 성인 남성의 성관계를 비범죄화하는 것이 동성애 남성의 수용을 주장하는 것과 같지 않다는 데 동의했다. 군사화된 남성성이라는 낡은 사고방식은 서서히 사라졌을지 모르지만 가족 중심의 남성성은 이제 전통적인 남성에게 뿌리내리고 있으며 적절한 남성이라는 것은 적절한 아버지임을 의미하며 당시에는 동성애 남성이 하지 못했던 역할로 여겨졌다.
1973년 11월 23일 SPD와 자유민주당 사회자유연합은 성과 성에 관한 법률 전면 개정을 통과시켰다. 이 단락은 '도덕에 반하는 죄와 경범죄'에서 '성적 자기 결정에 대한 죄'로 개칭되면서 '성적 행위'라는 용어로 대체되었다. 175조은 미성년자와의 성관계만을 조건속성으로 유지하고 동의연령은 18세로 낮췄다.

## 1990년 이후의 발전

### 제175조의 삭제

"§175로 다운"
1973년부터 동성애자 운동은 175조의 삭제를 공개적으로 요구해 왔다. 이 1973년 포스터는 제기된 주먹의 새로운 왼쪽 아이콘을 사용하고 독자들에게 가족, 직장 및 [개인의] 주택 찾기에서 차별에 맞서 싸울 것을 촉구한다.

1990년 이후 두 독일의 법률 규정을 조정하는 과정에서 연방의회는 175조을 완전히 폐지해야 할지(옛 동독처럼), 아니면 현재 연방공화국의 동부가 된 서독의 나머지 형태의 법률을 확대해야 할지 결정해야 했다. 1994년 법률 화해기간 말미에, 특히 그 사이에 일어난 사회적 변화를 고려해 175조을 완전히 법전에서 삭제하기로 결정됐다.
§176StGB에 따르면 참여자의 성별에 관계없이 모든 성행위에 대한 절대적인 동의 연령은 현재 14세이며 특별한 경우 §182StGB에 포함된 16세가 적용된다. § 182(2) StGB는 Antragsdelikt로서 기소하는 것을 허가한다.Antragsdelikt는 피해자가 고소인이 되기를 선택한 경우에만 특정 행위가 범죄로 취급되는 독일 법률 개념이다. 또한 §182(3) StGB는 특별한 공익이 있다는 신념에 따라 검찰이 사건을 추궁할 수 있도록 한다. 마지막으로 §182(4) StGB는 피고인의 행동 오류가 작아 보일 경우 법원이 처벌을 자제하는 것을 허용한다.

### 희생자들에게의 사죄
2002년 5월 17일 - 상징적으로 17.5로 선정된 날짜 - 연방의회는 국가사회주의폐지법(NS-Aufhebungsgesetz) 보충 조항을 통과시켰다. 이 법률의 보충에 따라 나치 시대의 동성애자와 웰마히트로부터의 탈주자에 대한 유죄 판결은 취소되었다. 더 큰 비판은 레즈비언과 게이의 운동에서 나왔다. 왜냐하면 분데스태그는 종전부터 1969년까지의 법적 근거는 나치 시대와 같았음에도 1945년 이후의 판결을 손대지 않고 있었기 때문이다.
전후 유죄 판결을 받은 남성의 사면 문제는 여전히 논란거리다. 2016년 5월 12일 헤이코 마스 연방 법무장관은 독일이 175조에 따라 유죄 판결을 받은 모든 동성애자를 사면하고 보상할 가능성을 조사하고 있다고 발표했다. 피해자가 아직 유죄 판결을 받고 사망할 경우 정부는 대신 동성애자 권리단체에 지급을 한다. 이는 2016년 10월 8일 마스가 보상 스킴을 책정하고 정부가 클레임을 커버하기 위해 3000만유로를 적립하고 있다고 발표하면서 확인됐다. 이 법은 개인의 사면과 집단의 사면, 그리고 법률에 의해 야기되는 고통의 문서화로 구성되어 있어 완전한 프로세스에는 최대 5년이 걸릴 것으로 예상된다. 사면 대상자는 면장을 신청할 수 있고 친인척은 사후 사면을 신청할 수 있다. 유죄판결을 받은 각자는 패러그래프 175에 따른 유죄판결의 결과로 구류 중 소요된 연간에 대해 3,000유로를 보상받게 되며, 추가로 1,500유로를 보상받게 된다.유죄 판결에는 평균 2년형이 부과된다. 나치즘 피해자를 위한 보상기금을 설립한 핵심 인물인 볼커 벡 연방준비제도 이사는 일자리 상실과 연금 감소 등 175조의 유죄 판결로 인해 입은 다른 손실도 고려해 보상을 어느 정도 제공할지를 결정해야 한다고 제안했다. 2017년 6월 이 법은 모든 정당에서 압도적 다수로 분데스 태그로 통과되었다.

## 같이 보기
- LGBT 역사
- 독일의 LGBT 인권
- 독일의 LGBT 역사
- 이질성
- Institut für Sexualwissenchaft
- Anders al die Andern

1. ↑  E. Mancini (2010). 《Magnus Hirschfeld and the Quest for Sexual Freedom》. ISBN 978-0230114395.
2. ↑  For this expression ("disgraceful paragraph") see, among others, Kurt Tucholsky, "Röhm", in The Weimar Republic Sourcebook University of California Press, 1994, ISBN 0-520-06775-4, p. 714: "We oppose the disgraceful paragraph 175 wherever we can; therefore, we may not join voices with the chorus that would condemn a man because he is a homosexual." The essay was originally published (in German) in Die Weltbühne, No. 17 (April 26, 1932) 641.
3. ↑  Marti M. Lybeck (2014). 《Desiring Emancipation: New Women and Homosexuality in Germany, 1890–1933》. 110–115쪽. ISBN 978-1438452210.
4. ↑  Clayton J. Whisnant (2012). 《Male Homosexuality in West Germany: Between Persecution and Freedom, 1945-69》. 29쪽.
5. 1 2 3 4 5  "Statistisches Reichsamt", Jürgen Baumann: Paragraph 175, Luchterhand, Darmstadt 1968, collected in: Hans-Georg Stümke, Rudi Finkler: Rosa Winkel, rosa Listen, Rowohlt TB-V., Juli 1985, ISBN 3-499-14827-7, S. 262.
6. 1 2  Mark Blasius, Shane Phelan (1997). 《We are Everywhere: A Historical Sourcebook of Gay and Lesbian Politics》. 134쪽. ISBN 0415908590.
7. ↑  Taffet, David. “Pink triangle: Even after World War II, gay victims of Nazis continued to be persecuted”. Dallas Voice. 2021년 6월 3일에 확인함.
8. ↑  Tipton, Frank B. (2003). 《A History of Modern Germany Since 1815》. University of California Press. 584쪽. ISBN 978-0-520-24049-0.
9. ↑  Gade, Kari Ellen. “HOMOSEXUALITY AND RAPE OF MALES IN OLD NORSE LAW AND LITERATURE.” Scandinavian Studies, vol. 58, no. 2, 1986, pp. 124–141. JSTOR, www.jstor.org/stable/40918734.
10. ↑  “Tacitus' Germania”. 《facultystaff.richmond.edu》. 2019년 5월 27일에 확인함.
11. ↑  Eskridge, William N. (2009). 《Gaylaw: Challenging the Apartheid of the Closet》. Harvard University Press. 161쪽. ISBN 9780674036581.
12. ↑  "Straff der vnkeusch, so wider die Natur beschicht. cxvj. ITem so eyn mensch mit eynem vihe, mann mit mann, weib mit weib, vnkeusch treiben, die haben auch das leben verwürckt, vnd man soll sie der gemeynen gewonheyt nach mit dem fewer vom leben zum todt richten." - Die Peinliche Gerichtsordnung Kaiser Karls V (Carolina), ed. and comm. by Friedrich-Christian Schroeder (Suttgart: Reclam, 2000).
13. ↑  Hans Göran Franck, Klas Nyman (2003). 《The Barbaric Punishment: Abolishing the Death Penalty》. 49쪽. ISBN 904112151X.
14. ↑  1794, Allgemeines Landrecht of Prussia
15. ↑  1872, Imperial Penal Code of Prussia
16. ↑  , Times Change Press |제목=이(가) 없거나 비었음 (도움말). Revised edition published 1995, ISBN 0-87810-041-5.
17. ↑  Stümke, Hans-Georg (1989). 《Homosexuelle in Deutschland : Eine politische Geschichte》. München. 50쪽. ISBN 3-406-33130-0.
18. 1 2  Stümke 1989, p. 65
19. 1 2 3  Renate Loos; Horst Lademacher; Simon Groenveld (2015). 《Ablehnung – Duldung – Anerkennung》. 697–702쪽. ISBN 978-3830961611.
20. ↑  Laurie Marhoefer (2015). 《Sex and the Weimar Republic》. 121–122쪽. ISBN 978-1442626577.
21. 1 2  Clayton Whisnant (2016). 《Queer Identities and Politics in Germany》. 215쪽. ISBN 978-1939594105.
22. ↑  Georg Geismann (1974). 《Ethik und Herrschaftsordnung: ein Beitrag zum Problem der Legitimation》. 77쪽. ISBN 3165358516.
23. ↑  Andreas Pretzel: "Als Homosexueller in Erscheinung getreten." ("Going into combat as a homosexual") In Kulturring in Berlin e. V. (Hrsg.): "Wegen der zu erwartenden hohen Strafe" : Homosexuellenverfolgung in Berlin 1933 – 1945. (Because of the Severe Punishment that Can Be Expected: The pursuit of homosexuals in Berlin 1933 – 1945) Berlin 2000. ISBN 3-86149-095-1, p. 23
24. ↑  Angelika von Wahl: How Sexuality Changes Agency: Gay Men, Jews, and Transitional Justice. In: Susanne Buckley-Zistel, Ruth Stanley (Editors): Gender in Transitional Justice (Governance and Limited Statehood). Palgrave Macmillan, 2011, p. 205.
25. 1 2 3  Andreas Pretzel (2002). 《NS-Opfer unter Vorbehalt: homosexuelle Männer in Berlin nach 1945》 (독일어). 191쪽. ISBN 3825863905.
26. ↑  Wilfried Bergholz (2016). 《Die letzte Fahrt mit dem Fahrrad: 19 Gespräche mit Matteo über Mut, Glück und Aufbegehren in der DDR》. ISBN 978-3734525056.
27. ↑  1968, Basic Law of the GDR, § 151 StGB-DDR
28. ↑  Christian Schäfer: "Widernatürliche Unzucht" (2006), S. 253 (, p. 253, at Google Books)
29. ↑  Daniel Speier. "Die Frankfurter Homosexuellenprozesse zu Beginn der Ära Adenauer – eine chronologische Darstellung." Mitteilungen der Magnus-Hirschfeld-Gesellschaft 61/62 (2018): 47–72
30. 1 2 3  Moeller, Robert G. (Fall 2010). “Private Acts, Public Anxieties, and the Fight to Decriminalize Male Homosexuality in West Germany”. 《Feminist Studies》 36 (3): 528–552. JSTOR 27919120.
31. ↑  Stümke 1989: p. 183
32. ↑  Klaus Laubenthal (2012). 《Handbuch Sexualstraftaten: Die Delikte gegen die sexuelle Selbstbestimmung》. ISBN 978-3642255564.
33. ↑  Thomas Stephan (2002). 《Sexueller Mißbrauch von Jugendlichen: (§ 182 StGB)》. 134쪽. ISBN 3828884334.
34. ↑  Guardian: Germany to quash convictions of 50,000 gay men under Nazi-era law, June 22, 2017.

## 참고 문헌
- Burkhard Jellonnek: Hakenkreuz의 동성애자 : Die Verfolgung von Homosexuellen im Dritten Reich. (만자 아래 동성애자: 제3제국의 동성애자 추구) Paderborn 1990.ISBN 3-506-77482-4ISBN 3-506-77482-4
- 크리스티안 슐츠: § 175. (abgewickelt). : ... und die versäumte Wiedergutmachung. (§ 175. (폐지). : ... 그리고 보상의 부족) 함부르크 1998.ISBN 3-928983-24-5ISBN 3-928983-24-5
- Andreas Sternweiler: Und alles wegen der Jungs : Pfadfinderführer 및 KZ-Häftling: Heinz Dörmer. 1994년 베를린.ISBN 3-86149-030-7ISBN 3-86149-030-7